# Условие Слуцкого
Условие Слуцкого (эргодическая теорема Слуцкого) — необходимое и достаточное условие эргодичности стационарного случайного процесса {\displaystyle X} с корреляционной функцией {\displaystyle \psi _{X}(\tau )}:
{\displaystyle \lim \limits _{T\to \infty }{\frac {1}{T}}\int \limits _{0}^{T}\psi _{X}(\tau )d\tau =0}.
В системах с дискретным временем условие формулируется в терминах суммирования:
{\displaystyle \lim \limits _{T\to \infty }{\frac {1}{T}}\sum \limits _{\tau =0}^{T-1}\psi _{X}(\tau )=0}.
В условии автокорреляционная функция {\displaystyle \psi _{X}(t,t')} выражена через один аргумент {\displaystyle \tau =t-t'}, поскольку для стационарного процесса зависит только от разности аргументов (форма центрированной корреляционной функции); она может быть с использованием математического ожидания {\displaystyle \mathbb {E} } определена следующим образом:
{\displaystyle \psi _{X}(\tau )=\mathbb {E} [X(t+\tau )-\mathbb {E} X(t+\tau )][X(t)-\mathbb {E} X(t)]}.
Установлено в 1938 году Евгением Слуцким. Результат может быть интерпретирован как форма закона больших чисел для стационарных случайных процессов.